# ديفيد أندرسون (مجدف)
ديفيد أندرسون (بالإنجليزية: David Anderson) هو مجدف أسترالي، ولد في 8 أبريل 1932.

## وصلات خارجية
- ديفيد أندرسون على موقع الاتحاد الدولي للتجديف (الإنجليزية)
- ديفيد أندرسون على موقع اللجنة الأولمبية الدولية (الإنجليزية)
- ديفيد أندرسون على موقع أوليمبيديا (الإنجليزية)
- ديفيد أندرسون على موقع اتحاد ألعاب الكومنولث (مؤرشف) (الإنجليزية)